# Brunon Materne
Brunon Adolf Materné, właściwie Bronisław Materné, ps. Adolf Dolata (ur. 5 kwietnia 1887 w Poznaniu, zm. 8 stycznia 1950) – polski kupiec, oficer Wojska Polskiego, działacz niepodległościowy, kawaler Orderu Virtuti Militari.

## Życiorys
Urodził się w 5 kwietnia 1887 w Poznaniu, ówczesnej stolicy Prowincji Poznańskiej, w rodzinie Emila i Walentyny z Wrońskich. Był starszym bratem Emila (1892–1944).
W czasie I wojny światowej walczył w szeregach armii niemieckiej jako porucznik. „Pełnił pewien czas służbę w centrali telefonicznej Gubernatorstwa, gdzie przy podsłuchach i nakazach z Berlina etc. duże oddał sprawie usługi, przekręcając i wykoszlawiając polecenia na niekorzyść Niemców”. Po dezercji otrzymał fałszywy paszport na nazwisko „Adolf Dolata”.
W marcu 1918, w mieszkaniu matki przy ul. Dolna Wilda 64 w Poznaniu, został razem z bratem Emilem zaprzysiężony przez Wincentego Wierzejewskiego jako członek Polskiej Organizacji Wojskowej Zaboru Pruskiego. W listopadzie tego roku wszedł w skład oddziału wywiadowczo-wykonawczego Jana Kalinowskiego, którego Komenda POW używała do specjalnych zadań np. wywiadu, zdobywania broni i akcji terrorystycznych wobec niebezpiecznych Niemców.
8 stycznia 1924 został zatwierdzony w stopniu porucznika ze starszeństwem z 1 czerwca 1919 i 6005. lokatą w korpusie oficerów rezerwy piechoty. W 1922 posiadał przydział w rezerwie do Wojskowego Okręgowego Zakładu Gospodarczego Nr 7, a w następnym roku do 58 pułku piechoty w Poznaniu.
W 1934, jako porucznik administracji rezerwy pozostawał w ewidencji Powiatowej Komendy Uzupełnień Poznań Miasto.
Zmarł 8 stycznia 1950 i został pochowany w Krośnie Odrzańskim.
Był żonaty z Konstancją z Grygielów (ur. 1883), z którą miał dwóch synów: Arkadiusza (1909–1986) i Eugeniusza (ur. 1915).

## Ordery i odznaczenia
- Krzyż Srebrny Orderu Wojskowego Virtuti Militari nr 740[4] – 8 kwietnia 1921[15]
- Krzyż Niepodległości – 9 listopada 1932 „za pracę w dziele odzyskania niepodległości”[16][1][17]
- Krzyż Walecznych[18]